# Parada Morabi
Parada Morabi ou Morabi Verde é um bairro do 3º distrito de Duque de Caxias.
O Bairro está localizado as margens da rodovia Rio-Teresópolis e conta com uma linha ferroviária que liga o ramal Saracuruna a estação Guapimirim, e outra que liga o ramal Saracuruna a estação Vila Inhomirim, porém com estação no bairro. O Bairro também é sede da garagem de ônibus da empresa União, que controla diversas linhas da Baixada Fluminense, e conta com uma fazenda e alguns sítios. 